# ATI Avivo
AVIVO技术能提高2D影像質素。它在TV Card ATi Theater 550出現过，現加入到顯示卡中。Radeon X1 Series全系列都會支援此技術。AVIVO是NVIDIA Pure Video的对手。Avivo的后继者为UVD (全寫為 Unified Video Decoder)和VCE (全寫為Video Coding Engine)，此二者后又被VCN(全寫為Video Core Next)取代。

## 特性
AVIVO技術是針对影像播放中的Capture、Encode、Decode、Process及Display五個項目。

### Capture方面
強化訊號來源，自動調整影像的亮度及對比度；採用12-bit轉換器，減少轉換時的資料損失；硬體去雜訊可以呈現更純淨的畫面。

### Decode方面
核心硬件支援H.264、VC-1、WMV9、MPEG-4等格式解碼，降低CPU的使用率。

### Encode方面
VPU搭配了一个附屬軟體，用來執行影片轉碼，这个軟體支援H.264、VC-1、WMV9、WMV9 PMC、MPEG-2、MPEG-4、DivX等格式轉碼。

### Process方面
AVIVO支援De-Interlacing、Video Scaling,Spatial Temporal
Vector 。
- Adaptive de-interlacing

減低影像鋸齒，和畫面上的一條一條線
- advanced video scaling

按比例縮放來源影像，減少鋸齒及毛邊

### Display方面
- Radeon X1800XT 內建兩組Dual Link TMDS Transmitters，解像度最高支援2560 x 1600，因此Radeon X1800XT配合AVIVO能支援兩個30吋LCD顯示器。
- 支援10Bit顯示引擎
- 支援双DVI輸出
- Gamma校正
- 色彩校正

## ATi Avivo Video Converter
Catalyst控制中心集成了這个软件，是一个视频转换软件，支持硬件压缩，所有使用Radeon X1 Series系列顯示卡的用户都可以使用。它支持相当多多媒体格式，包括PSP和IPod的影音格式。

## 其他公司的相關技術
Avivo技術的競爭對手是NVIDIA的Pure Video技術、Intel的Clear Video技術與Quick Sync Video技術、矽統科技的Real Video技術、S3 Graphics的Chromotion HD技術。